# Hans-Georg Rausch
Hans-Georg Emil Eduard Siegfried Rausch (* 13. Oktober 1915; † 1993 in Ahnatal) war Pfarrer, Inoffizieller Mitarbeiter des MfS und der einzige Abgeordnete im Leipziger Stadtrat, der gegen die Sprengung der Paulinerkirche der Universität Leipzig stimmte.

## Leben
Hans-Georg Rausch entstammte einer alten Pastorenfamilie. Er studierte nach dem Abitur Theologie. Im Zweiten Weltkrieg diente er als Oberwachtmeister der Artillerie und wurde mehrfach verwundet.
1947 schloss er sein Studium ab und wurde Pfarrer der Immanuel-Kirchgemeinde in Leipzig-Probstheida. Das Regime der DDR betrachtete ihn zunächst kritisch. Anlässlich des Volksaufstandes vom 17. Juni 1953 vermerkte die Stasi, er habe gegen die Partei- und Staatsführung „gehetzt“. Jedoch änderte sich diese Einschätzung in den Folgejahren, in denen Rausch Inoffizieller Mitarbeiter des MfS war. Ende der 1970er Jahre wurde er für die Staatssicherheit uninteressant, da der gewünschte Effekt, eine Spaltung der evangelischen Landeskirche Sachsen und die Zergliederung in einzelne Kirchgemeinden, nicht eingetreten war.

## Familie
Rausch heiratete 1942 Annemarie Preusse. Dieser Ehe entstammen vier Kinder. 1968 wurde die Ehe geschieden. In zweiter Ehe heiratete er am 1. August 1969 Annemarie Frick, geborene Böhmig.

## „Kirchenspaltung“
1955 versuchte die Kirchenleitung, ihn abzulösen und auf eine andere Stelle zu versetzen. Rausch mobilisierte seine Gemeinde und erreichte eine Unterstützung des lokalen Kirchenvorstandes. Gleichzeitig wandte er sich an staatliche Stellen um Unterstützung in seinem Konflikt mit der Kirche und unterschrieb eine Verpflichtungserklärung als IM „Eduard“ für das MfS. Der Konflikt mit der Kirche eskalierte im Laufe des Jahres. Hans-Georg Rausch erklärte seine Kirchgemeinde in Leipzig-Probstheida für selbstständig. Klagen der Kirche auf seine Absetzung wurden von den staatlichen Gerichten unter Berufung darauf abgewiesen, es handele sich um interne Angelegenheiten der Kirche.
Umgekehrt scheiterte Rausch mit seiner Klage, die Kirchensteuereinnahmen der Gemeinde zugewiesen zu bekommen. Zeitweise wurde die Gemeinde durch den Rat des Bezirkes finanziert. Später musste Rausch als LKW-Fahrer selbst das Geld für seinen Lebensunterhalt verdienen.
Insgesamt wurde die Gemeinde achtundzwanzig Jahre als selbstständig geführt.

## Politik
1957 wurde Hans-Georg Rausch für den Kulturbund der DDR in das Stadtparlament von Leipzig „gewählt“ (er war auch Mitglied der Blockpartei CDU).
Hans-Georg Rausch stimmte in der entscheidenden Tagung der Stadtverordnetenversammlung am 23. Mai 1968 als Einziger gegen die Sprengung der Universitätskirche. Die Leipziger Volkszeitung druckte damals alle Reden der Kirchenabriss-Befürworter nach, aber kein Wort des einsamen Neinsagers. Im Stadtarchiv ist die „Drucksache Nr. 64“ verschwunden. Inwieweit das Abstimmungsverhalten mit der Stasi abgestimmt war, ist nicht bekannt.
1976 endete die Zusammenarbeit mit der Stasi. Hans-Georg Rausch verließ 1984 die DDR und siedelte nach Hessen über.

## Rezeption
Der Schriftsteller Erich Loest stellt Hans-Georg Rausch in seinem 1984 erschienenen Roman „Völkerschlachtdenkmal“ als „Leipzigs letzten Helden“ dar. Loest schlug Rausch nach der Wende für die Ehrenbürgerschaft vor. Nachdem die Stasi-Mitarbeit bekannt geworden war, wurde dieser Vorschlag nicht weiter verfolgt. Er widmete dem ehemaligen Pfarrer Rausch in einer im Deutschlandfunk übertragenen Rede „Wider die Gleichgültigkeit“ zum 17. Juni 1989 (in der alten Bundesrepublik „Tag der deutschen Einheit“) in der Lübecker St.-Petri-Kirche einige anerkennende Worte.